# Női kézilabdatorna a 2015. évi nyári európai ifjúsági olimpiai fesztiválon
A 2015. évi nyári európai ifjúsági olimpiai fesztiválon a női kézilabda mérkőzéseket július 27. és augusztus 1. között rendezték Tbilisziben.

## Érmesek
| A 2015. évi nyári európai ifjúsági olimpiai fesztivál érmesei női kézilabdában | A 2015. évi nyári európai ifjúsági olimpiai fesztivál érmesei női kézilabdában | A 2015. évi nyári európai ifjúsági olimpiai fesztivál érmesei női kézilabdában | A 2015. évi nyári európai ifjúsági olimpiai fesztivál érmesei női kézilabdában |
| --- | --- | --- | ------------------------------------------------------------------------------ |
| Arany | Ezüst | Bronz |                                                                                |
| Oroszország · Milana Rzaeva · Svetlana Ivanova · Ekaterina Zelenkova · Karina Sabirova · Margarita Glukhova · Anna Shaposhikova · Milana Tazhenova · Svetlana Kremneva · Oksana Kolodiazhnaia · Mariia Duvakina · Svetlana Sheveleva · Sofiia Sinitsyna · Antonina Skorobogatchenko · Mariia Dudina · Sofia Ignatovich | Dánia · Esther Bondensgaard Boysen · Anne Hoejberg Berggreen · Nanna Bjerregaard Jensen · Line Berggren Larsen · Mollie Marie Edelved · Natasja Oehrgaard Kristensen · Stine Eiberg Joergensen · Katrine Danskov Thomsen · Sophie Amalie Moth · Laura Eggert · Emma Cecilie Uhrskov Friis · Josephine Nordstroem Skov Olsen · Mathilde Hylleberg · Laerke Langkilde Vedel · Stine Opstrup Kristensen | Norvégia · Marte Nygaard Pedersen · Mari Finstad Bergum · Synne Fossheim · Guro Nestaker · Hedda Kleiberg Soemme · Julie Boee Jacobsen · Hulda Spurkland · Anne Edvardsen Kristoffersen · Anna Huse · Hermine Motzfeldt Auberg · Eline Fagerheim · Karoline Olsen · Frida Haug Hoel · Anna Christensen Mathiassen · Mariann Gabrielsen |                                                                                |

## Csoportkör

### A csoport
| Csapat      | M | Gy | D | V | G+ | G- | Gk  | P |
| ----------- | - | -- | - | - | -- | -- | --- | - |
| Dánia       | 3 | 3  | 0 | 0 | 76 | 49 | +27 | 6 |
| Norvégia    | 3 | 2  | 0 | 1 | 60 | 63 | –3  | 4 |
| Németország | 3 | 1  | 0 | 2 | 57 | 65 | –8  | 2 |
| Montenegró  | 3 | 0  | 0 | 3 | 56 | 72 | –16 | 0 |

| 2015. július 27. 14:00 | Dánia                  | 24–16 | Németország                                | Tbiliszi, Grúzia Nézőszám: 500 Játékvezetők: Florine Martineau, Julie Tissier (FRA) |
| 2015. július 27. 14:00 | Line Berggren Larsen 5 | (8–9) | Lena Sophia Degenhardt 3 Natalie Schwarz 3 | Tbiliszi, Grúzia Nézőszám: 500 Játékvezetők: Florine Martineau, Julie Tissier (FRA) |
| 2015. július 27. 14:00 | Jegyzőkönyv            |       |                                            | Tbiliszi, Grúzia Nézőszám: 500 Játékvezetők: Florine Martineau, Julie Tissier (FRA) |

| 2015. július 27. 16:00 | Norvégia        | 22–20   | Montenegró      | Tbiliszi, Grúzia Nézőszám: 500 Játékvezetők: Balogh Bettina, Tóth Viktória (HUN) |
| 2015. július 27. 16:00 | Guro Nestaker 6 | (12–11) | Lejla Bosnjak 7 | Tbiliszi, Grúzia Nézőszám: 500 Játékvezetők: Balogh Bettina, Tóth Viktória (HUN) |
| 2015. július 27. 16:00 | Jegyzőkönyv     |         |                 | Tbiliszi, Grúzia Nézőszám: 500 Játékvezetők: Balogh Bettina, Tóth Viktória (HUN) |

| 2015. július 28. 14:00 | Montenegró                      | 16–29  | Dánia                     | Tbiliszi, Grúzia Nézőszám: 500 Játékvezetők: Michael Haramul, Pavel Blanar (CZE) |
| 2015. július 28. 14:00 | Lejla Bosnjak 4 Ana Saranovic 4 | (7–12) | Anne Hoejberg Berggreen 5 | Tbiliszi, Grúzia Nézőszám: 500 Játékvezetők: Michael Haramul, Pavel Blanar (CZE) |
| 2015. július 28. 14:00 | Jegyzőkönyv                     |        |                           | Tbiliszi, Grúzia Nézőszám: 500 Játékvezetők: Michael Haramul, Pavel Blanar (CZE) |

| 2015. július 28. 16:00 | Németország                                               | 20–21   | Norvégia                              | Tbiliszi, Grúzia Nézőszám: 500 Játékvezetők: Aleksandr Kirs, Artem Sitnikov (RUS) |
| 2015. július 28. 16:00 | Jeannine Bollmann 4 Lena Sophia Degenhardt 4 Nele Franz 4 | (13–11) | Mari Finstad Bergum 5 Guro Nestaker 5 | Tbiliszi, Grúzia Nézőszám: 500 Játékvezetők: Aleksandr Kirs, Artem Sitnikov (RUS) |
| 2015. július 28. 16:00 | Jegyzőkönyv                                               |         |                                       | Tbiliszi, Grúzia Nézőszám: 500 Játékvezetők: Aleksandr Kirs, Artem Sitnikov (RUS) |

| 2015. július 29. 14:00 | Németország  | 21–20  | Montenegró      | Tbiliszi, Grúzia Nézőszám: 500 Játékvezetők: Iulian Ionut Ghita, Theodor-Sebastian Topliceanu (ROU) |
| 2015. július 29. 14:00 | Nele Franz 6 | (10–8) | Marija Terzic 6 | Tbiliszi, Grúzia Nézőszám: 500 Játékvezetők: Iulian Ionut Ghita, Theodor-Sebastian Topliceanu (ROU) |
| 2015. július 29. 14:00 | Jegyzőkönyv  |        |                 | Tbiliszi, Grúzia Nézőszám: 500 Játékvezetők: Iulian Ionut Ghita, Theodor-Sebastian Topliceanu (ROU) |

| 2015. július 29. 16:00 | Dánia                      | 23–17  | Norvégia                      | Tbiliszi, Grúzia Nézőszám: 500 Játékvezetők: Tino Anthamatten, Andreas Wapp (SUI) |
| 2015. július 29. 16:00 | Stine Opstrup Kristensen 6 | (14–7) | Anna Christensen Mathiassen 6 | Tbiliszi, Grúzia Nézőszám: 500 Játékvezetők: Tino Anthamatten, Andreas Wapp (SUI) |
| 2015. július 29. 16:00 | Jegyzőkönyv                |        |                               | Tbiliszi, Grúzia Nézőszám: 500 Játékvezetők: Tino Anthamatten, Andreas Wapp (SUI) |

### B csoport
| Csapat      | M | Gy | D | V | G+ | G-  | Gk  | P |
| ----------- | - | -- | - | - | -- | --- | --- | - |
| Oroszország | 3 | 3  | 0 | 0 | 83 | 60  | +23 | 6 |
| Csehország  | 3 | 2  | 0 | 1 | 94 | 69  | +25 | 4 |
| Románia     | 3 | 1  | 0 | 2 | 77 | 73  | +4  | 2 |
| Grúzia      | 3 | 0  | 0 | 3 | 58 | 110 | –52 | 0 |

| 2015. július 27. 18:00 | Csehország      | 44–18   | Grúzia           | Tbiliszi, Grúzia Nézőszám: 500 Játékvezetők: Tino Anthamatten, Andreas Wapp (SUI) |
| 2015. július 27. 18:00 | Sara Kovarova 9 | (17–10) | Medea Chokheli 5 | Tbiliszi, Grúzia Nézőszám: 500 Játékvezetők: Tino Anthamatten, Andreas Wapp (SUI) |
| 2015. július 27. 18:00 | Jegyzőkönyv     |         |                  | Tbiliszi, Grúzia Nézőszám: 500 Játékvezetők: Tino Anthamatten, Andreas Wapp (SUI) |

| 2015. július 27. 20:00 | Oroszország                                 | 23–20   | Románia                  | Tbiliszi, Grúzia Nézőszám: 500 Játékvezetők: Natalie Lundgren, Madelene Nyberg (SWE) |
| 2015. július 27. 20:00 | Mariia Dudina 6 Antonina Skorobogatchenko 6 | (14–10) | Bianca Ana Maria Dinut 7 | Tbiliszi, Grúzia Nézőszám: 500 Játékvezetők: Natalie Lundgren, Madelene Nyberg (SWE) |
| 2015. július 27. 20:00 | Jegyzőkönyv                                 |         |                          | Tbiliszi, Grúzia Nézőszám: 500 Játékvezetők: Natalie Lundgren, Madelene Nyberg (SWE) |

| 2015. július 28. 18:00 | Grúzia                               | 16–34  | Oroszország         | Tbiliszi, Grúzia Nézőszám: 500 Játékvezetők: Tomaz Krzan, Matic Romih (SLO) |
| 2015. július 28. 18:00 | Medea Chokheli 5 Keti Kunelashvili 5 | (9–16) | Anna Shaposhikova 7 | Tbiliszi, Grúzia Nézőszám: 500 Játékvezetők: Tomaz Krzan, Matic Romih (SLO) |
| 2015. július 28. 18:00 | Jegyzőkönyv                          |        |                     | Tbiliszi, Grúzia Nézőszám: 500 Játékvezetők: Tomaz Krzan, Matic Romih (SLO) |

| 2015. július 28. 20:00 | Románia         | 25–26   | Csehország           | Tbiliszi, Grúzia Nézőszám: 500 Játékvezetők: Florine Martineau, Julie Tissier (FRA) |
| 2015. július 28. 20:00 | Andreea Tecar 7 | (10–11) | Veronika Galuskova 7 | Tbiliszi, Grúzia Nézőszám: 500 Játékvezetők: Florine Martineau, Julie Tissier (FRA) |
| 2015. július 28. 20:00 | Jegyzőkönyv     |         |                      | Tbiliszi, Grúzia Nézőszám: 500 Játékvezetők: Florine Martineau, Julie Tissier (FRA) |

| 2015. július 29. 18:00 | Románia               | 32–24   | Grúzia              | Tbiliszi, Grúzia Nézőszám: 500 Játékvezetők: Balogh Bettina, Tóth Viktória (HUN) |
| 2015. július 29. 18:00 | Sorina Maria Tirca 12 | (17–13) | Keti Kunelashvili 6 | Tbiliszi, Grúzia Nézőszám: 500 Játékvezetők: Balogh Bettina, Tóth Viktória (HUN) |
| 2015. július 29. 18:00 | Jegyzőkönyv           |         |                     | Tbiliszi, Grúzia Nézőszám: 500 Játékvezetők: Balogh Bettina, Tóth Viktória (HUN) |

| 2015. július 29. 20:00 | Oroszország                 | 26–24   | Csehország      | Tbiliszi, Grúzia Nézőszám: 500 Játékvezetők: Tomaz Krzan, Matic Romih (SLO) |
| 2015. július 29. 20:00 | Antonina Skorobogatchenko 7 | (12–12) | Jana Sustkova 8 | Tbiliszi, Grúzia Nézőszám: 500 Játékvezetők: Tomaz Krzan, Matic Romih (SLO) |
| 2015. július 29. 20:00 | Jegyzőkönyv                 |         |                 | Tbiliszi, Grúzia Nézőszám: 500 Játékvezetők: Tomaz Krzan, Matic Romih (SLO) |

## Az 5–8. helyért
| 2015. július 31. 18:00 | Németország      | 30–25   | Grúzia               | Tbiliszi, Grúzia Nézőszám: 600 Játékvezetők: Florine Martineau, Julie Tissier (FRA) |
| 2015. július 31. 18:00 | Vanessa Brandt 6 | (20–10) | Keti Kunelashvili 10 | Tbiliszi, Grúzia Nézőszám: 600 Játékvezetők: Florine Martineau, Julie Tissier (FRA) |
| 2015. július 31. 18:00 | Jegyzőkönyv      |         |                      | Tbiliszi, Grúzia Nézőszám: 600 Játékvezetők: Florine Martineau, Julie Tissier (FRA) |

| 2015. július 31. 20:15 | Románia                 | 29–23  | Montenegró      | Tbiliszi, Grúzia Nézőszám: 650 Játékvezetők: Tino Anthamatten, Andreas Wapp (SUI) |
| 2015. július 31. 20:15 | Alexandra Diana Badea 7 | (12–9) | Ana Saranovic 5 | Tbiliszi, Grúzia Nézőszám: 650 Játékvezetők: Tino Anthamatten, Andreas Wapp (SUI) |
| 2015. július 31. 20:15 | Jegyzőkönyv             |        |                 | Tbiliszi, Grúzia Nézőszám: 650 Játékvezetők: Tino Anthamatten, Andreas Wapp (SUI) |

### A 7. helyért
| 2015. augusztus 1. 14:00 | Grúzia                                 | 15–26 | Montenegró        | Tbiliszi, Grúzia Nézőszám: 555 Játékvezetők: Aleksandr Kirs, Artem Sitnikov (RUS) |
| 2015. augusztus 1. 14:00 | Tamar Chogovadze 4 Keti Kunelashvili 4 | (8–8) | Tatjana Brnovic 8 | Tbiliszi, Grúzia Nézőszám: 555 Játékvezetők: Aleksandr Kirs, Artem Sitnikov (RUS) |
| 2015. augusztus 1. 14:00 | Jegyzőkönyv                            |       |                   | Tbiliszi, Grúzia Nézőszám: 555 Játékvezetők: Aleksandr Kirs, Artem Sitnikov (RUS) |

### Az 5. helyért
| 2015. augusztus 1. 16:15 | Németország                   | 25–27   | Románia              | Tbiliszi, Grúzia Nézőszám: 777 Játékvezetők: Natalie Lundgren, Madelene Nyberg (SWE) |
| 2015. augusztus 1. 16:15 | Rebecca Brecht 6 Nele Franz 6 | (12–13) | Sorina Maria Tirca 5 | Tbiliszi, Grúzia Nézőszám: 777 Játékvezetők: Natalie Lundgren, Madelene Nyberg (SWE) |
| 2015. augusztus 1. 16:15 | Jegyzőkönyv                   |         |                      | Tbiliszi, Grúzia Nézőszám: 777 Játékvezetők: Natalie Lundgren, Madelene Nyberg (SWE) |

## Elődöntők
| 2015. július 31. 13:30 | Dánia                  | 30–22   | Csehország      | Tbiliszi, Grúzia Nézőszám: 750 Játékvezetők: Tomaz Krzan, Matic Romih (SLO) |
| 2015. július 31. 13:30 | Line Berggren Larsen 6 | (15–14) | Jitka Brozova 7 | Tbiliszi, Grúzia Nézőszám: 750 Játékvezetők: Tomaz Krzan, Matic Romih (SLO) |
| 2015. július 31. 13:30 | Jegyzőkönyv            |         |                 | Tbiliszi, Grúzia Nézőszám: 750 Játékvezetők: Tomaz Krzan, Matic Romih (SLO) |

| 2015. július 31. 15:45 | Oroszország                       | 32–25   | Norvégia              | Tbiliszi, Grúzia Nézőszám: 650 Játékvezetők: Natalie Lundgren, Madelene Nyberg (SWE) |
| 2015. július 31. 15:45 | Mariia Dudina 6 Karina Sabirova 6 | (14–10) | Julie Boee Jacobsen 7 | Tbiliszi, Grúzia Nézőszám: 650 Játékvezetők: Natalie Lundgren, Madelene Nyberg (SWE) |
| 2015. július 31. 15:45 | Jegyzőkönyv                       |         |                       | Tbiliszi, Grúzia Nézőszám: 650 Játékvezetők: Natalie Lundgren, Madelene Nyberg (SWE) |

## Bronzmérkőzés
| 2015. augusztus 1. 09:30 | Csehország           | 23–37   | Norvégia              | Tbiliszi, Grúzia Nézőszám: 600 Játékvezetők: Tino Anthamatten, Andreas Wapp (SUI) |
| 2015. augusztus 1. 09:30 | Veronika Galuskova 7 | (10–22) | Julie Boee Jacobsen 7 | Tbiliszi, Grúzia Nézőszám: 600 Játékvezetők: Tino Anthamatten, Andreas Wapp (SUI) |
| 2015. augusztus 1. 09:30 | Jegyzőkönyv          |         |                       | Tbiliszi, Grúzia Nézőszám: 600 Játékvezetők: Tino Anthamatten, Andreas Wapp (SUI) |

## Döntő
| 2015. augusztus 1. 11:45 | Dánia                        | 20–21 (Hosszabbítás után) | Oroszország       | Tbiliszi, Grúzia Nézőszám: 1000 Játékvezetők: Balogh Bettina, Tóth Viktória (HUN) |
| 2015. augusztus 1. 11:45 | Emma Cecilie Uhrskov Friis 9 | (11-10, 7-8, 1-2, 1-1)    | Karina Sabirova 6 | Tbiliszi, Grúzia Nézőszám: 1000 Játékvezetők: Balogh Bettina, Tóth Viktória (HUN) |
| 2015. augusztus 1. 11:45 | Jegyzőkönyv                  |                           |                   | Tbiliszi, Grúzia Nézőszám: 1000 Játékvezetők: Balogh Bettina, Tóth Viktória (HUN) |

## Végeredmény
| Helyezés | Nemzet      | M | Gy | D | V | Rg  | Kg  | Gk  | P  |
| -------- | ----------- | - | -- | - | - | --- | --- | --- | -- |
| Arany    | Oroszország | 5 | 5  | 0 | 0 | 136 | 105 | +31 | 10 |
| Ezüst    | Dánia       | 5 | 4  | 0 | 1 | 126 | 92  | +34 | 8  |
| Bronz    | Norvégia    | 5 | 3  | 0 | 2 | 122 | 118 | +4  | 6  |
| 4.       | Csehország  | 5 | 2  | 0 | 3 | 139 | 136 | +3  | 4  |
|          |             |   |    |   |   |     |     |     |    |
| 5.       | Románia     | 5 | 3  | 0 | 2 | 133 | 121 | +12 | 6  |
| 6.       | Németország | 5 | 2  | 0 | 3 | 112 | 117 | -5  | 4  |
| 7.       | Montenegró  | 5 | 1  | 0 | 4 | 105 | 116 | -11 | 2  |
| 8.       | Grúzia      | 5 | 0  | 0 | 5 | 98  | 166 | -68 | 0  |

## Góllövőlista
|     | Név                        | Gól |
| 1.  | Sara Kovarova              | 30  |
|     | Sorina Maria Tirca         | 30  |
| 3.  | Keti Kunelashvili          | 28  |
| 4.  | Veronika Galuskova         | 27  |
|     | Antonina Skorobogatchenko  | 27  |
|     | Jana Sustkova              | 27  |
| 7.  | Emma Cecilie Uhrskov Friis | 24  |
| 8.  | Nele Franz                 | 23  |
| 9.  | Ana Saranovic              | 21  |
| 10. | Tatjana Brnovic            | 20  |
|     | Mariia Dudina              | 20  |
|     | Julie Boee Jacobsen        | 20  |
|     | Line Berggren Larsen       | 20  |
| 14. | Alexandra Diana Badea      | 19  |
|     | Medea Chokheli             | 19  |
| 16. | Stine Opstrup Kristensen   | 18  |
| 17. | Lena Sophia Degenhardt     | 16  |
|     | Tatia Gadilia              | 16  |
|     | Julia Maidhof              | 16  |

|     | Név                         | Gól |
| 20. | Rebecca Brecht              | 15  |
|     | Guro Nestaker               | 15  |
|     | Anna Shaposhikova           | 15  |
| 23. | Jitka Brozova               | 14  |
|     | Karoline Olsen              | 14  |
|     | Aura Teodora Popescu        | 14  |
|     | Andreea Tecar               | 14  |
| 27. | Anne Hoejberg Berggreen     | 13  |
|     | Mari Finstad Bergum         | 13  |
|     | Lejla Bosnjak               | 13  |
|     | Bianca Ana Maria Dinut      | 13  |
|     | Karina Sabirova             | 13  |
|     | Milana Tazhenova            | 13  |
|     | Katrine Danskov Thomsen     | 13  |
| 34. | Enisa Djokovic              | 12  |
| 35. | Mariann Gabrielsen          | 11  |
|     | Anna Kvelashvili            | 11  |
|     | Anna Christensen Mathiassen | 11  |
|     | Alexandra Muntean           | 11  |

|     | Név                    | Gól |
| 39. | Milica Carapic         | 10  |
|     | Raluca Maria Petrus    | 10  |
|     | Sofiia Sinitsyna       | 10  |
|     | Marija Terzic          | 10  |
| 43. | Synne Fossheim         | 9   |
|     | Svetlana Ivanova       | 9   |
|     | Branka Konatar         | 9   |
|     | Tereza Lapcikova       | 9   |
| 47. | Jeannine Bollmann      | 8   |
|     | Tamar Chogovadze       | 8   |
|     | Laura Eskebjerg Eggert | 8   |
|     | Mathilde Hylleberg     | 8   |